# Carreras de caballos de Sanlúcar

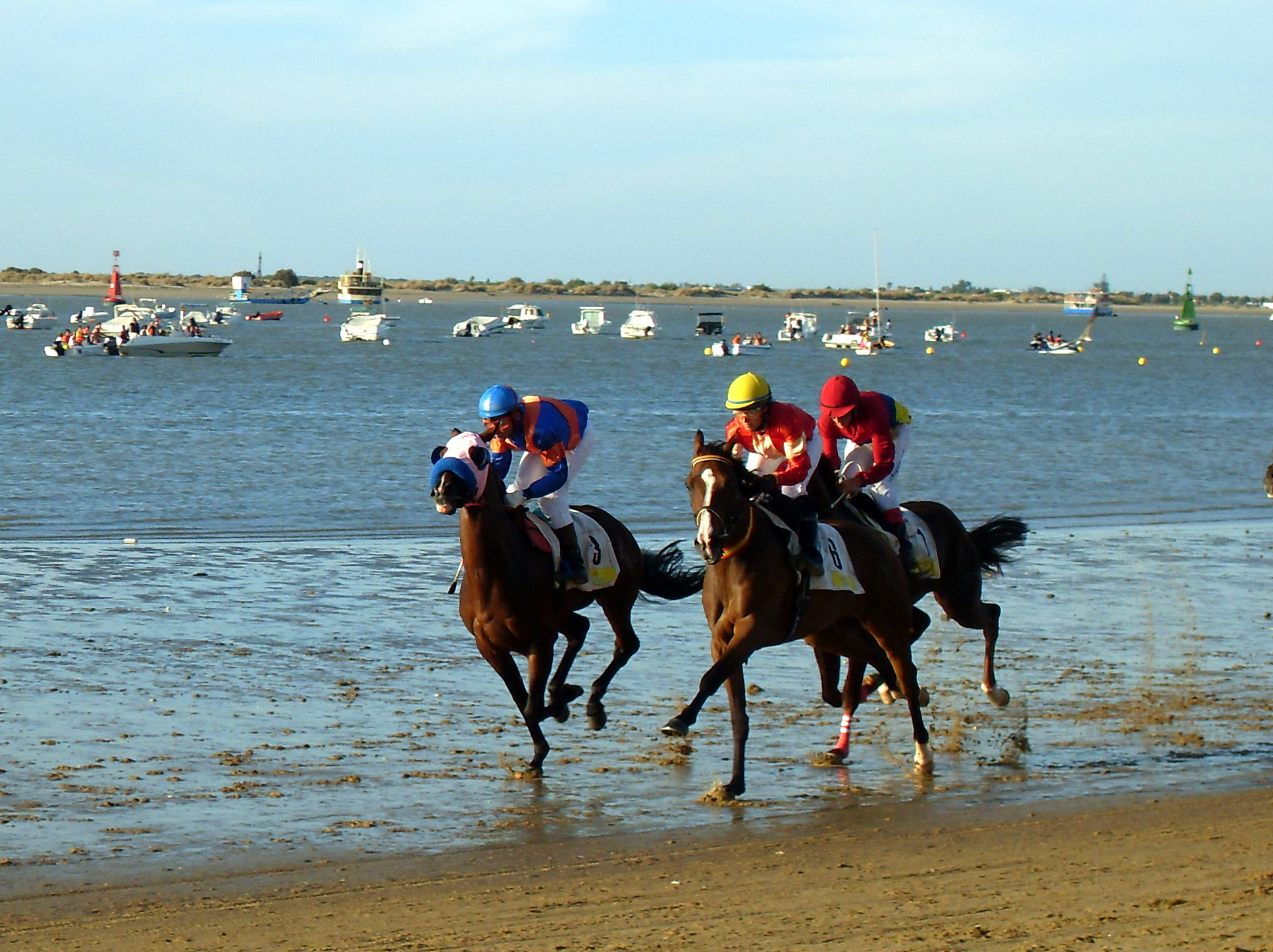
Carrera de caballos en la playa de Sanlúcar, agosto 2009.

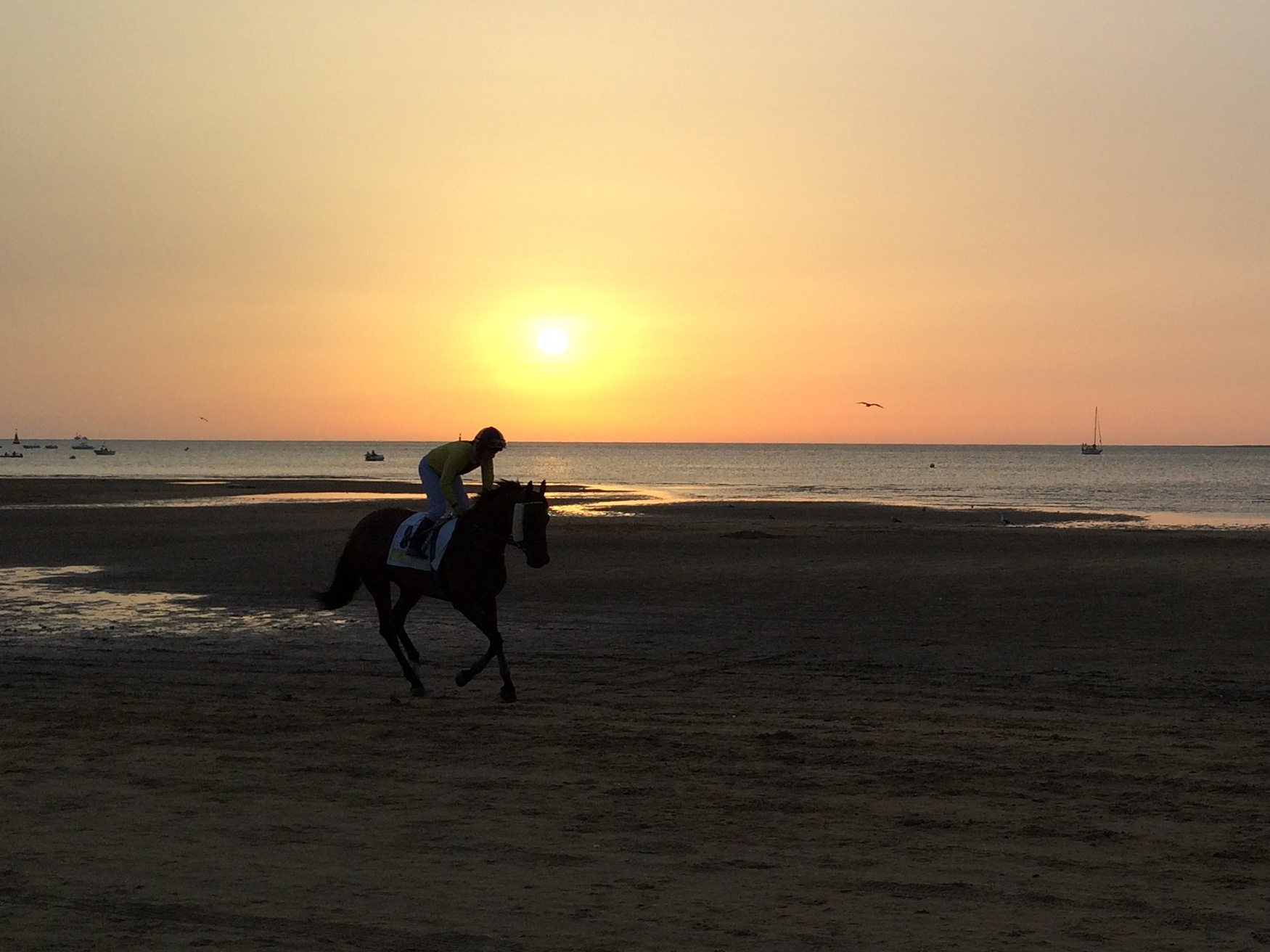
Caballo calentando antes de la carrera.

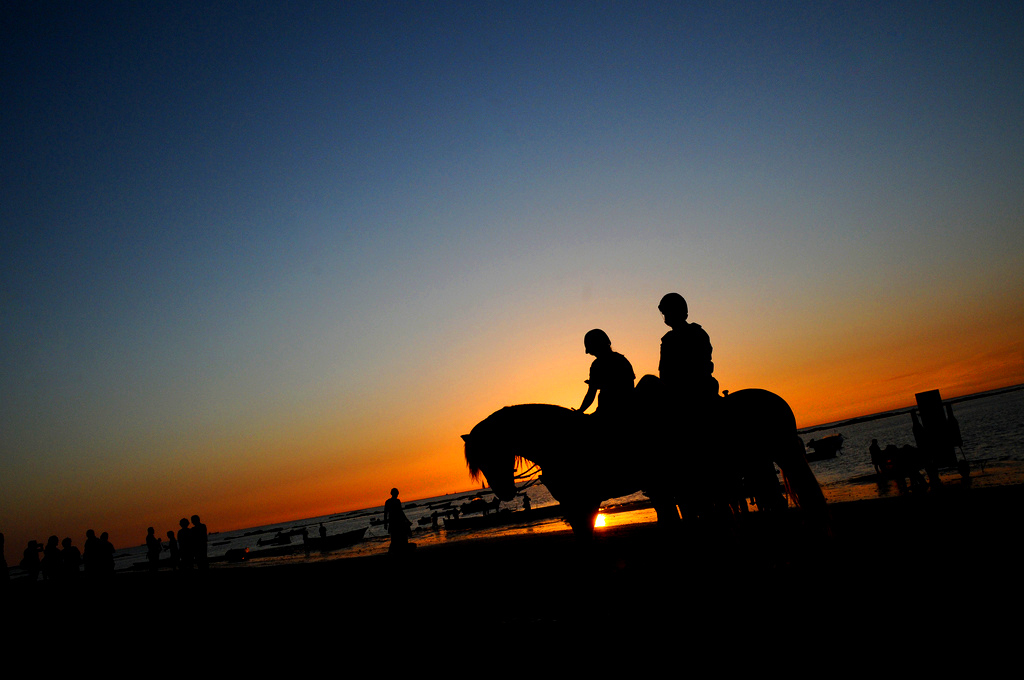
Puesta de sol con dos de los jinetes que acaban de participar en una de las carreras.

Las carreras de caballos de Sanlúcar son una competición hípica que se celebran anualmente en la playa del municipio español de Sanlúcar de Barrameda, en Andalucía. 
Están declaradas Fiesta de Interés Turístico Andaluz, Nacional e Internacional.

## Circuito
Junto con las carreras de San Sebastián, Sevilla, Mijas, Dos Hermanas forman parte del circuito hípico español.

## Organización
Su organización corresponde a la Real Sociedad de Carreras de Caballos de Sanlúcar de Barrameda. Se trata de las segundas carreras de caballos de estilo inglés que se reglamentaron en España, pues las primeras se realizaron en la Alameda de Osuna en el año 1835, y volvieron a celebrarse en 1843 y 1849. Por ello las carreras de Sanlúcar, que datan de 1845 son las más antiguas de cuantas se celebran en España